# Can't Cry Anymore
«Can't Cry Anymore» —en español: «Ya no puedo llorar»— es una canción de 1995 de la cantante estadounidense Sheryl Crow de su álbum debut, Tuesday Night Music Club (1993), lanzado a través de A&M Records. La canción alcanzó el número 36 en los EE. UU. Billboard Hot 100, convirtiéndose en el tercer éxito entre los 40 mejores de Crow. En Canadá, la canción obtuvo mejores resultados, alcanzando el número tres y convirtiéndose en el tercer éxito consecutivo entre los tres primeros de Crow, después de los sencillos número uno "All I Wanna Do" y "Strong Enough". En otros lugares, la canción tuvo un éxito limitado, alcanzando el número 33 en el Reino Unido y el número 41 en Australia. 

## Recepción de la crítica
Greg Kot de Chicago Tribune dijo que la canción mostraba similitudes con la canción de Rolling Stones "Honky Tonk Woman".

## Lista de canciones
UK cassette single and UK CD single 1 and (cat. no. 581 055-4/2)
1. "Can't Cry Anymore"
2. "All I Wanna Do" - Remix
3. "Strong Enough" - US Radio Version
4. "We Do What We Can"

European CD single (cat. no. 581 056-2)
1. "Can't Cry Anymore"
2. "I Shall Believe" - Live at the Empire

- Pista 2 grabada en vivo en Shepherds Bush Empire Theatre / GLR-BBC el 6 de junio de 1994.

UK CD single 2 and German CD single (cat. no. 581 057-2)
1. "Can't Cry Anymore"
2. "What I Can Do for You" - Live at the Borderline
3. "No One Said It Would Be Easy" - Live in Nashville
4. "I Shall Believe" - Live at the Empire

- Pista 4 grabada en vivo en Shepherds Bush Empire Theatre / GLR-BBC el 6 de junio de 1994.

US cassette single (cat. no. 31458 0638 4)
1. "Can't Cry Anymore"
2. "We Do What We Can"

Australian and US CD singles (cats. no. 581 081-2 and 31458 1081 2)
1. "Can't Cry Anymore"
2. "No One Said It Would Be Easy" - Live at the Empire
3. "What I Can Do for You" - Live at the Empire
4. "I Shall Believe" - Live at the Empire

- Las pistas 2, 3 y 4 se grabaron en vivo en Shepherds Bush Empire Theatre / GLR-BBC el 6 de junio de 1994.

## Listas

### Listas semanales
| Chart (1994)                           | Peak position |
| -------------------------------------- | ------------- |
| Australia (ARIA)                       | 41            |
| Escocia (Scottish Singles Sales Chart) | 27            |
| Reino Unido (UK Singles Chart)         | 33            |
| Estados Unidos (Billboard Hot 100)     | 36            |
| Estados Unidos (Adult Contemporary)    | 22            |
| Estados Unidos (Adult Top 40)          | 29            |
| Estados Unidos (Alternative Airplay)   | 38            |
| Estados Unidos (Mainstream Top 40)     | 10            |

### Listas de fin de año
| Chart (1995)             | Position |
| ------------------------ | -------- |
| Canada Top Singles (RPM) | 15       |